# 亞單位疫苗
次單元疫苗（英語：Subunit vaccine），又稱亞單位疫苗、次单位疫苗，為疫苗的一種，次單元疫苗只含有病原體中具有抗原性的部分，也就是可以誘發免疫反應的抗原。
不像減毒疫苗或不活化疫苗含有完整的病原體，次單元疫苗只含具有抗原性的部分，例如蛋白質、多醣或胜肽，因此不會有導致疾病的風險，而較含有完整病原體的疫苗安全且可靠。
其它的優點還有次單元疫苗是受到廣泛認可的技術；缺點則是製造過程較某些疫苗（例如RNA疫苗）複雜，而且可能需要佐劑和追加注射，也需要時間去試驗哪種抗原能誘發最好的免疫效果。
这类疫苗中，最常見的是蛋白質亞單位疫苗，次常见的是结合(型)疫苗。

## 分类

### 蛋白质亚单位
“蛋白质亚单位”是单一蛋白质分子，其与其他蛋白质分子共组形成蛋白质复合体。
生产蛋白质成分的亚单位疫苗有两个方法，其一是直接从病毒中分离出特定的蛋白质，且将之单独给药，称作裂解蛋白亚基疫苗（全称裂解提纯制程的蛋白亚基疫苗）；这种技术的缺点是：被分离的蛋白质可能会变性，且提取出的蛋白纯度无法达到100%，会留有可能导致过敏的杂质，但相对较为节约研发成本（但仍较未提纯的裂解灭活疫苗工序多）。其二是将来自目标病毒或细菌抗原的基因，插入另一种病毒或酵母基因中，（前者称为病毒载体；后者称为酵母载体，如乙肝疫苗）甚或插入减毒细菌基因（细菌载体）中，藉由它们来制作“重组蛋白疫苗”（全称基因重组制程的蛋白亚基疫苗）的重要组分。基因重组蛋白亚单位疫苗不含基因（核酸），核酸只在制作过程中出现，在成品中最多存有痕量。
经基因组修饰后的“重组载体”可以表达抗原，此抗原为一个或多个蛋白质亚单位，接着从载体中提取抗原。重组载体产生的抗原对接种者几乎没有风险，因此重组蛋白疫苗如同其他亚单位疫苗一样成功。目前此法用来试着开发新疫苗，来针对难以接种预防的病毒，如针对埃博拉和艾滋病毒的疫苗开发。

#### 病毒样颗粒
蛋白亚基疫苗有时会演进为病毒样颗粒疫苗。病毒样颗粒（VLPs）是模仿真实病毒颗粒的蛋白质，并不含病毒基因组，所以无感染性但仍具免疫原性。“病毒样颗粒疫苗”一般就是组装成病毒衣壳天然形状的蛋白质。
HPV疫苗是典型的病毒样颗粒疫苗，由72个L1蛋白五聚体（故共有360个L1）组成足球后射入人体。值得注意的是，该L1蛋白的组装是自发的，不需要人工过多参与。

### 胜肽亚单位
以(胜)肽为成分的亚单位疫苗，是采用肽而不是全蛋白质。

### 多糖亚单位类

#### 单纯的多糖
此类疫苗的例子是：Vi荚膜多糖疫苗（ViCPS），用来预防伤寒；而“Vi抗原”是一种肠道沙门氏菌的荚膜多糖，其由一条长糖链和一个脂质相连组成。
这种“荚膜疫苗”对于引发儿童免疫反应往往较弱，最好将多糖与类毒素连接来制备“结合型疫苗”藉以提高效力。

#### 结合疫苗
由于多糖的免疫原性与蛋白毒素比相对较低，常常将多糖抗原与类毒素结合以增加其免疫原性。一般地，结合(型)疫苗是一种将弱抗原与作为携带体的强抗原相结合之疫苗，以利免疫系统对弱抗原产生更强的反应。
例如，7、13、15、20及尚未临床的24价肺炎链球菌疫苗均是细菌表面多糖与模拟白喉（或破伤风）蛋白毒素的类毒素结合而成的疫苗，而23价肺炎链球菌疫苗则属于普通多糖疫苗。一般认为不足一龄的婴儿不具备完整的对单独的多糖抗原产生有效免疫的能力，因此美国将任何应用于婴儿的PPSV23疫苗视作无效。

## 亚单位疫苗的优点与缺点

### 优点
- 类似灭活疫苗，亚单位疫苗不会恢复其毒力（致病性），这意味其不能引发原来计划要预防的疾病。
  - 其对免疫功能低下或不全者是安全的。
- 其可承受温度、光照、湿度等外界环境的变化。
- 重组蛋白疫苗可像mRNA疫苗一样对抗原精准匹配，[5]裂解蛋白则纯度稍逊，但亦精准针对抗原。

### 缺点
- 与减毒疫苗相比，其免疫原性较低。
  - 部分疫苗需要佐剂来提高免疫原性。
  - 部分疫苗需多次剂量（追加剂量）来提供长期免疫力。
- 制备时可能难以分离出能唤起必要免疫反应的特定抗原，重组蛋白疫苗的制作工艺比mRNA疫苗复杂。[5]